# العلاقات الأمريكية الكرواتية
العلاقات الأمريكية الكرواتية هي العلاقات الثنائية التي تجمع بين الولايات المتحدة وكرواتيا.

## مقارنة بين البلدين
هذه مقارنة عامة ومرجعية للدولتين:
| وجه المقارنة                                              | الولايات المتحدة                                                                                                  | كرواتيا                                                  |
| --------------------------------------------------------- | --- | -------------------------------------------------------- |
| المساحة (كم2)                                             | 9.83 مليون | 56.59 ألف                                                |
| عدد السكان (نسمة)                                         | 311.58 مليون | 4.11 مليون                                               |
| الكثافة السكانية (ن./كم²)                                 | 31.7 | 72.63                                                    |
| العاصمة                                                   | واشنطن العاصمة | زغرب                                                     |
| اللغة الرسمية                                             | لغة إنجليزية | اللغة الكرواتية                                          |
| العملة                                                    | دولار أمريكي | كونا كرواتية                                             |
| الناتج المحلي الإجمالي (بليون دولار)                      | 19.39 تريليون | 54.85 مليار                                              |
| الناتج المحلي الإجمالي (تعادل القوة الشرائية) بليون دولار | 18.04 تريليون | 94.64 مليار                                              |
| الناتج المحلي الإجمالي الاسمي للفرد دولار أمريكي          | 56.12 ألف | 11.54 ألف                                                |
| الناتج المحلي الإجمالي للفرد دولار أمريكي                 | 54.63 ألف | 21.64 ألف                                                |
| مؤشر التنمية البشرية                                      | 0.920 | 0.818                                                    |
| رمز المكالمات الدولي                                      | +1 | +385                                                     |
| رمز الإنترنت                                              | .us، حكومة، .mil، Edu.                                                                                            | .hr                                                      |
| المنطقة الزمنية                                           | توقيت ساموا الأمريكية، توقيت أطلنطي موحد، منطقة زمنية وسطى، توقيت ألاسكا ‏، المنطقة الزمنية الجبلية، توقيت تشامرو ‏ | توقيت وسط أوروبا، ت ع م+01:00، ت ع م+02:00، أوروبا/زغرب ‏ |

## مدن متوأمة
في ما يلي قائمة باتفاقيات التوأمة بين مدن أمريكية وكرواتية:
- ترتبط كانساس سيتي مع كارلوفاتش باتفاقية توأمة منذ 1977.
- ترتبط مونتيري مع دوبروفنيك باتفاقية توأمة.
- ترتبط لوس أنجلوس مع سبليت باتفاقية توأمة منذ 26 مايو 1972.[18][18][18][18]
- ترتبط بيتسبرغ مع زغرب باتفاقية توأمة.

## منظمات دولية مشتركة
يشترك البلدان في عضوية مجموعة من المنظمات الدولية، منها:
| علم المنظمة | اسم المنظمة                               | تاريخ انضمام الولايات المتحدة | تاريخ انضمام كرواتيا |
| ----------- | ----------------------------------------- | ----------------------------- | -------------------- |
|             | وكالة ضمان الاستثمار متعدد الأطراف        | 12 أبريل 1988                 | 19 مارس 1993         |
|             | الاتحاد الدولي للاتصالات                  | 1 يوليو 1908                  | 3 يونيو 1992         |
|             | يونسكو                                    | 4 نوفمبر 1946                 | 1 يونيو 1992         |
|             | الأمم المتحدة                             | 24 أكتوبر 1945                | 22 مايو 1992         |
|             | مؤسسة التمويل الدولية                     | 20 يوليو 1956                 | 25 فبراير 1993       |
|             | منظمة الشرطة الجنائية الدولية             | ?                             | ?                    |
|             | مركز تنسيق الحركة في أوروبا ‏              | ?                             | ?                    |
|             | الاتحاد البريدي العالمي                   | ?                             | ?                    |
|             | منظمة حظر الأسلحة الكيميائية              | ?                             | ?                    |
|             | اتفاقية السماوات المفتوحة                 | ?                             | ?                    |
|             | منظمة التجارة العالمية                    | ?                             | ?                    |
|             | منظمة الأمن والتعاون في أوروبا            | 25 يونيو 1973                 | 24 مارس 1992         |
|             | مجموعة الموردين النوويين                  | ?                             | ?                    |
|             | المركز الدولي لتسوية المنازعات الاستشارية | 14 أكتوبر 1966                | 22 أكتوبر 1998       |
|             | البنك الدولي للإنشاء والتعمير             | 27 ديسمبر 1945                | 25 فبراير 1993       |
|             | مؤسسة التنمية الدولية                     | 24 سبتمبر 1960                | 25 فبراير 1993       |
|             | حلف شمال الأطلسي                          | 4 أبريل 1949                  | 1 أبريل 2009         |
|             | المنظمة الهيدروغرافية الدولية             | ?                             | ?                    |
|             | مجموعة أستراليا                           | 1985                          | 2007                 |
|             | الفريق المعني برصد الأرض                  | ?                             | ?                    |

## أعلام
هذه قائمة لبعض الشخصيات التي تربطها علاقات بالبلدين:
- إيفانا ميليسيفيتش (26 أبريل 1974[30] – )
- بول مودريتش (13 يونيو 1946 – )
- بيت مارافيتش (لاعب كرة سلة أمريكي، 22 يونيو 1947[31][32][33] – 5 يناير 1988[31][32][33])
- جو مانغانيلو (28 ديسمبر 1976 – )
- جون كيسيك (سياسي أمريكي، 13 مايو 1952[34][35] – )
- جون مالكوفيتش (ممثل أمريكي، 9 ديسمبر 1953[36][37][38] – )
- جون هافليسيك (لاعب كرة سلة أمريكي، 8 أبريل 1940 – 25 أبريل 2019)
- دانييلا مونيه (1 مارس 1989[39] – )
- دنيس ريتشاردز (17 فبراير 1971[40][41] – )
- ديان ويست (ممثلة أمريكية، 28 مارس 1948[42][43][44] – )
- ستانا كاتيك (ممثلة أمريكية، 26 أبريل 1978 – )
- فرانك غورشين (5 أبريل 1933[45][46][47] – 17 مايو 2005[45][46][47])
- كريست نوفوسيليتش (16 مايو 1965[48] – )
- كريستيان بوليسيتش (لاعب كرة قدم أمريكي، 18 سبتمبر 1998[49] – )
- مايكل كننجهام (6 نوفمبر 1952[50][51][52] – )

## وصلات خارجية
- موقع وزارة الخارجية الأمريكية
- موقع وزارة الخارجية الكرواتية